# 6817 Pest
6817 Pest (1982 BP2) là một tiểu hành tinh vành đai chính được phát hiện ngày 20 tháng 1 năm 1982 bởi A. Mrkos ở Klet.